# Paris-Orly flygplats
Paris-Orly flygplats (franska: Aéroport de Paris–Orly) (IATA: ORY, ICAO: LFPO) är en internationell flygplats i Orly, 14 kilometer söder om Paris i Frankrike. Den var Paris huvudflygplats innan den internationella flygplatsen Paris-Charles de Gaulle flygplats byggdes 1974. 
Flygplatsen har fyra terminaler fördelade på Terminal 1,2 (fd Orly Väst), Terminal 3 och Terminal 4 (fd Orly Syd). 
Från flygplatsen går Paris tunnelbana linje 14 direkt till centrala Paris och Châtelet på 25 min mellan ca 05.30-00.30. Vidare finns linjer med byten såsom Paris spårvägar linje 7 till metrostation Villejuif–Louis Aragon, där man kan åka mot centrala staden. Orlyval går till RER-linje B, och RER-tåget går sedan vidare mot centrala staden.

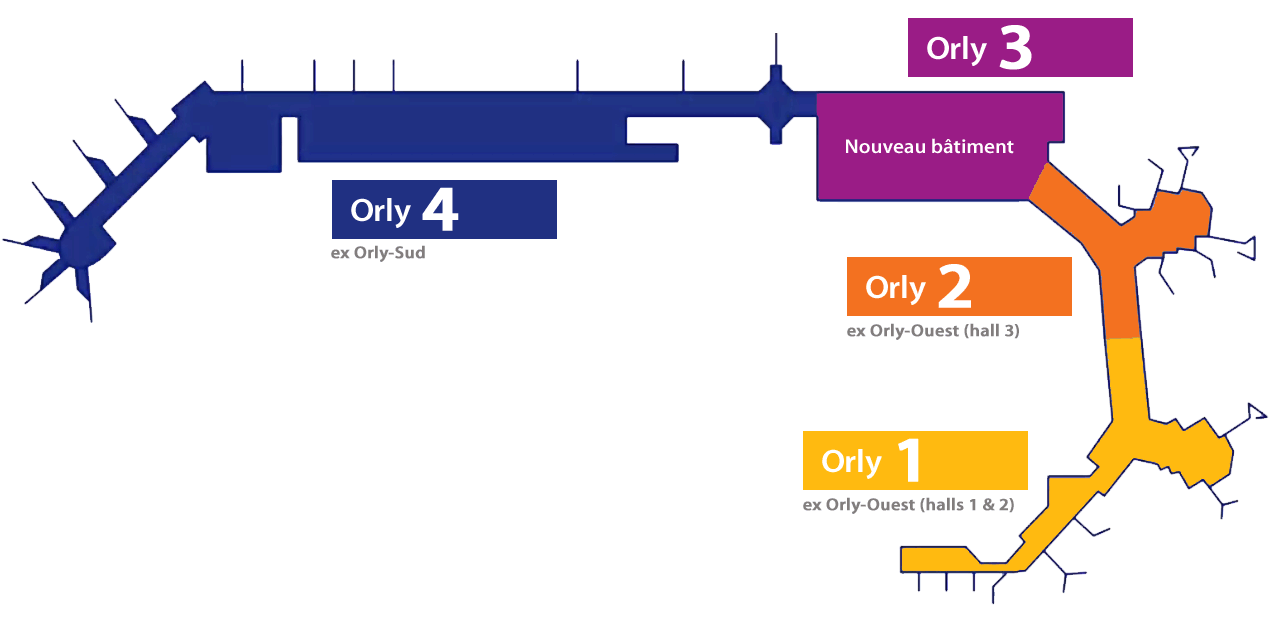
Terminal 1,2,3,4
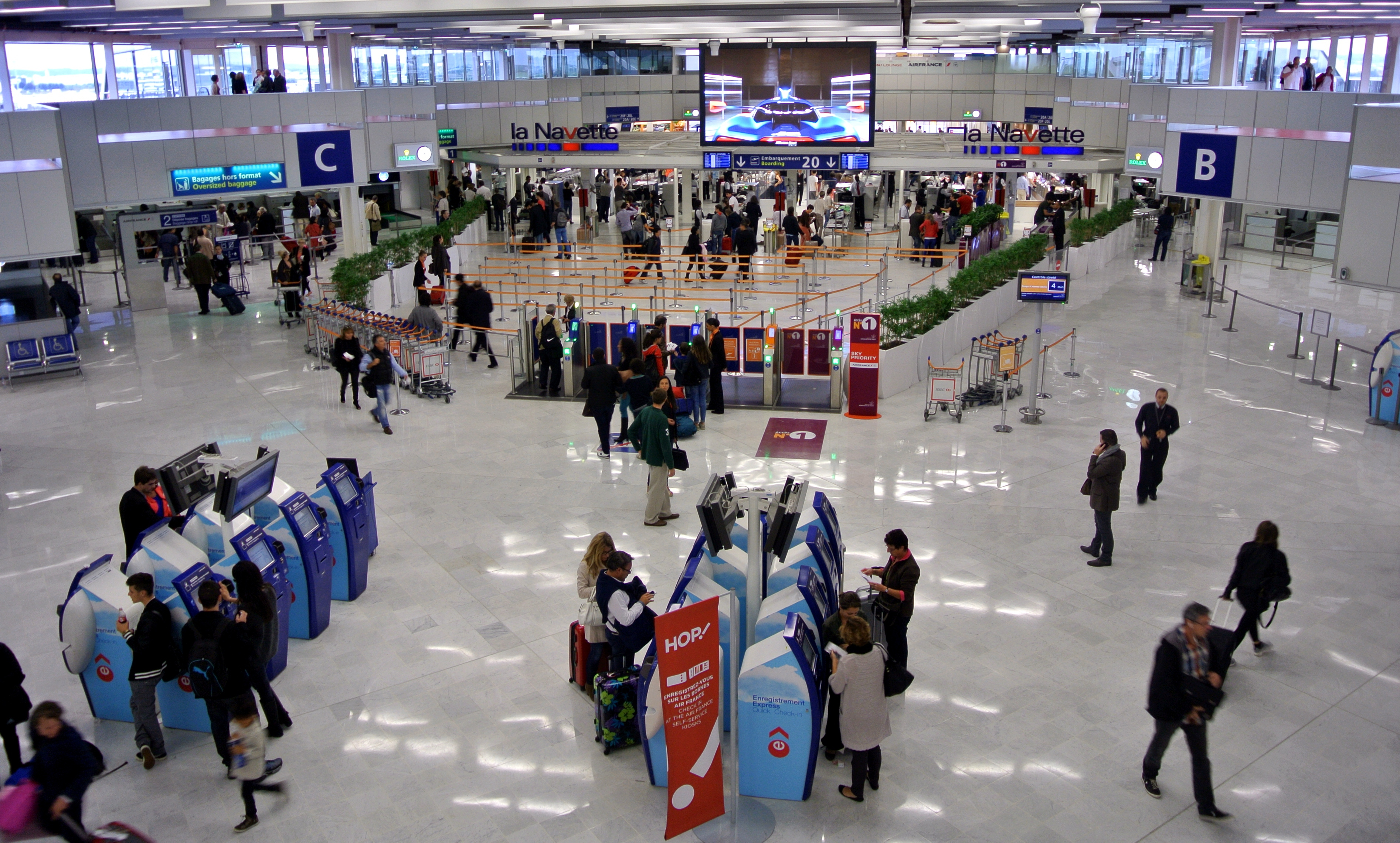
Terminal 1,2
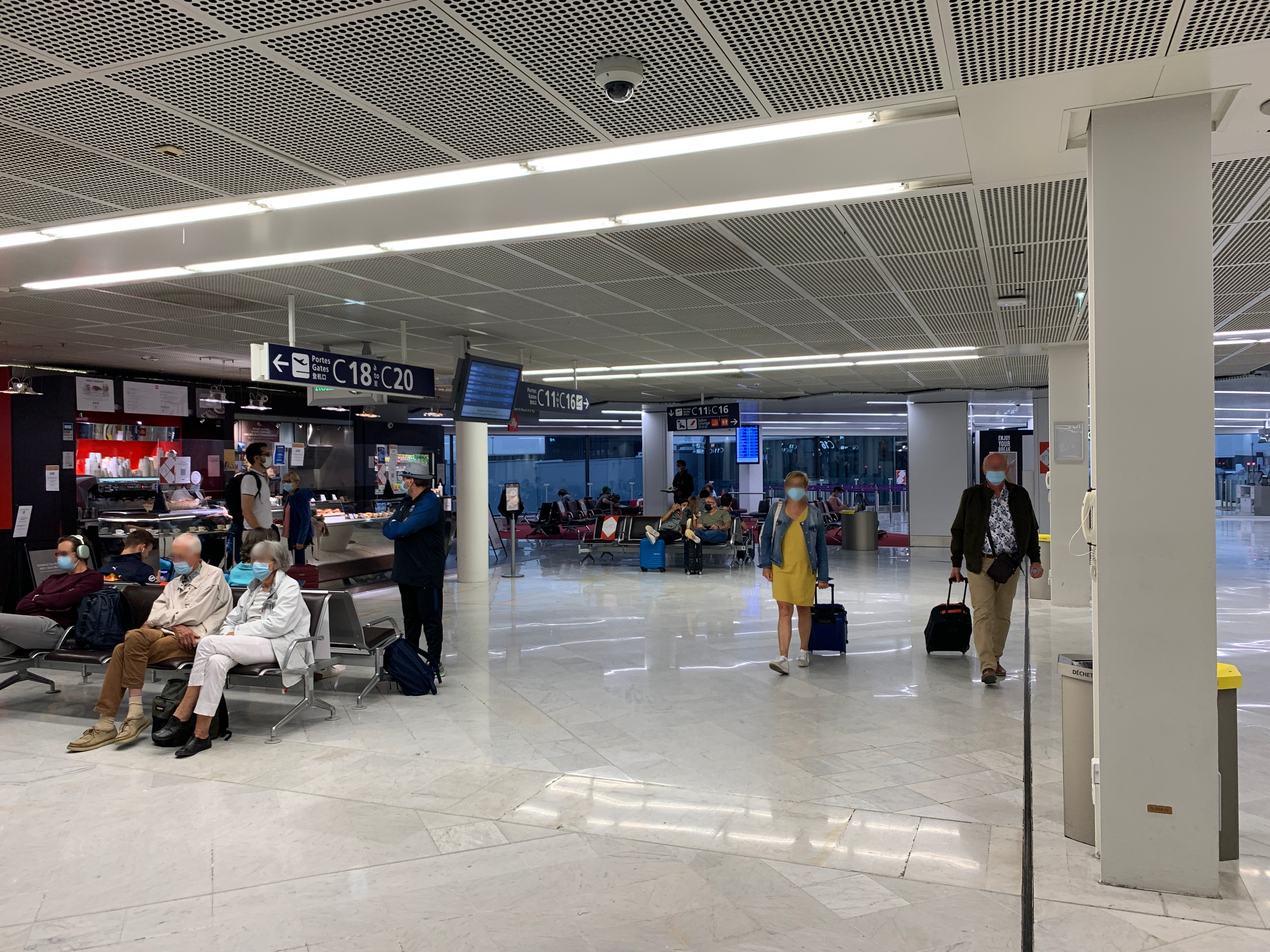
Terminal 3
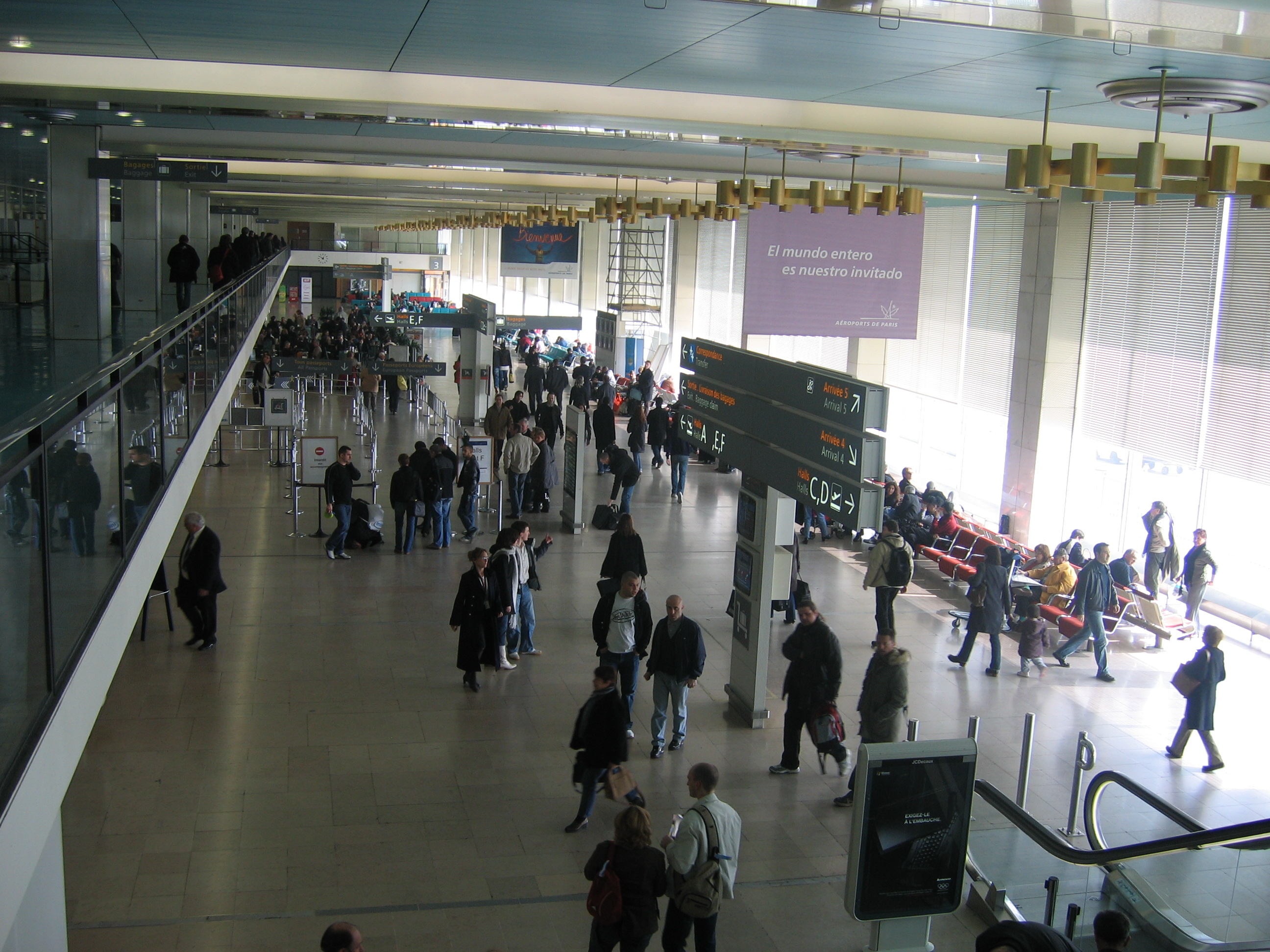
Terminal 4
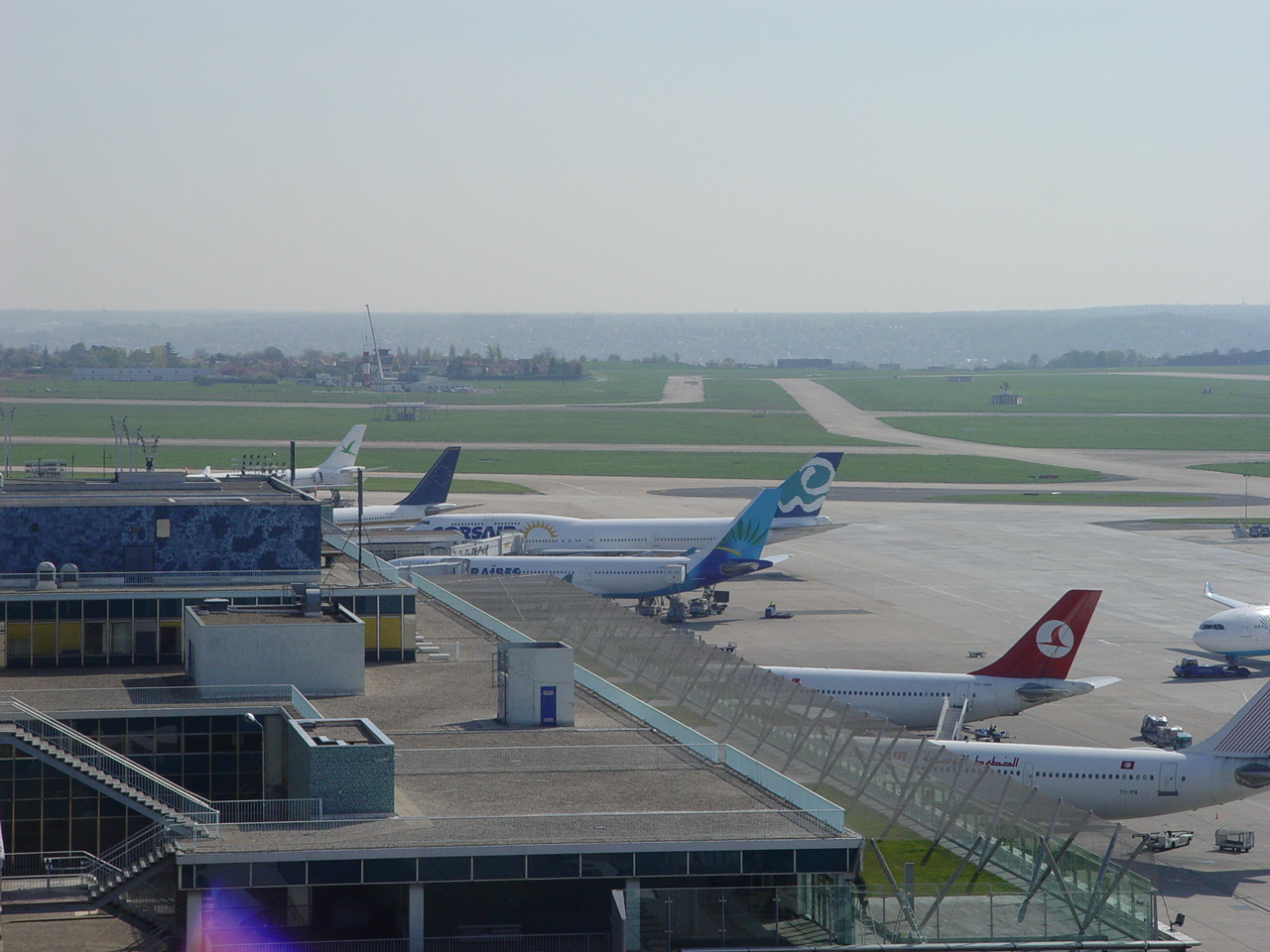
Paris-Orly flygplats
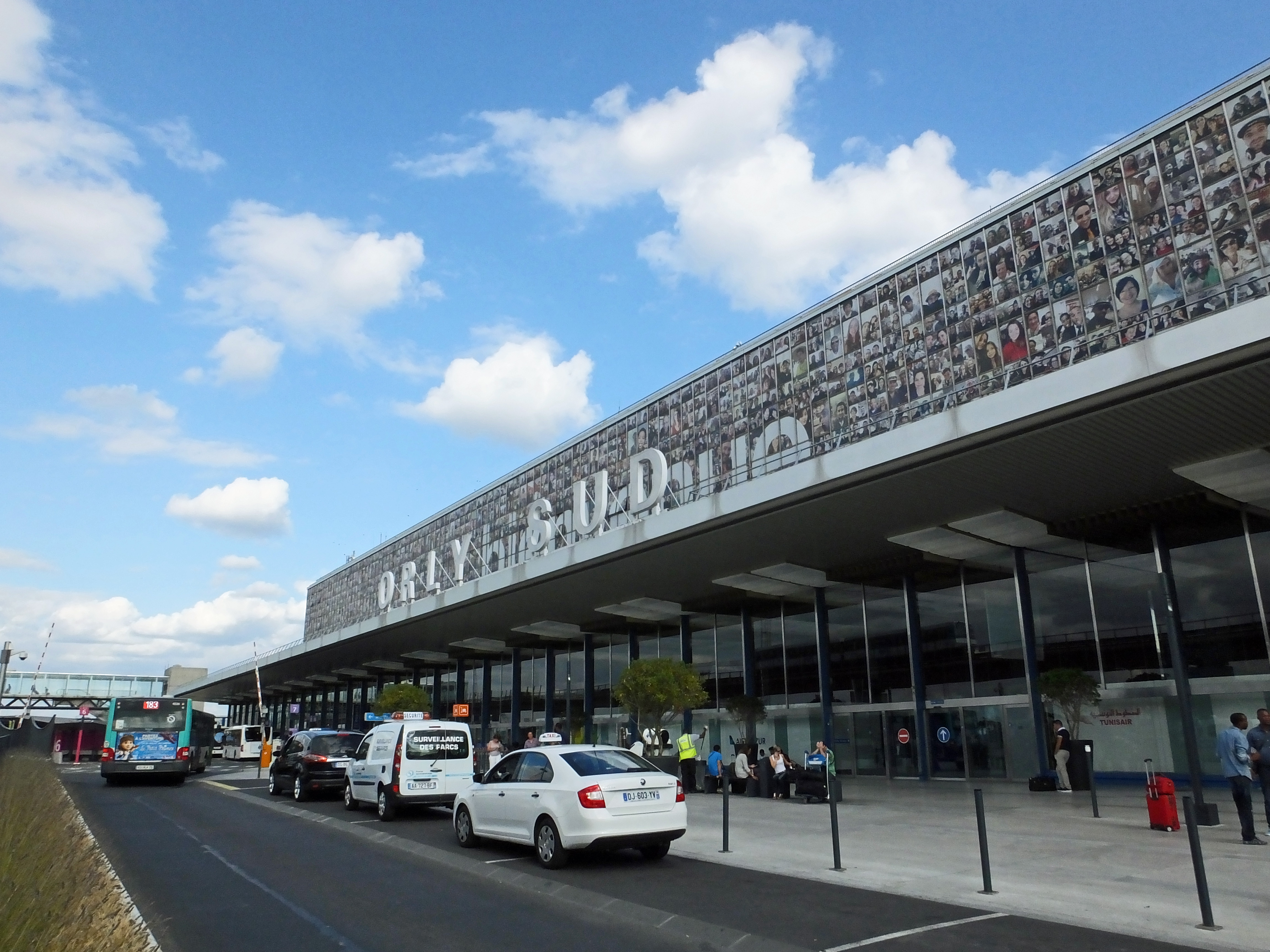
Orly Syd
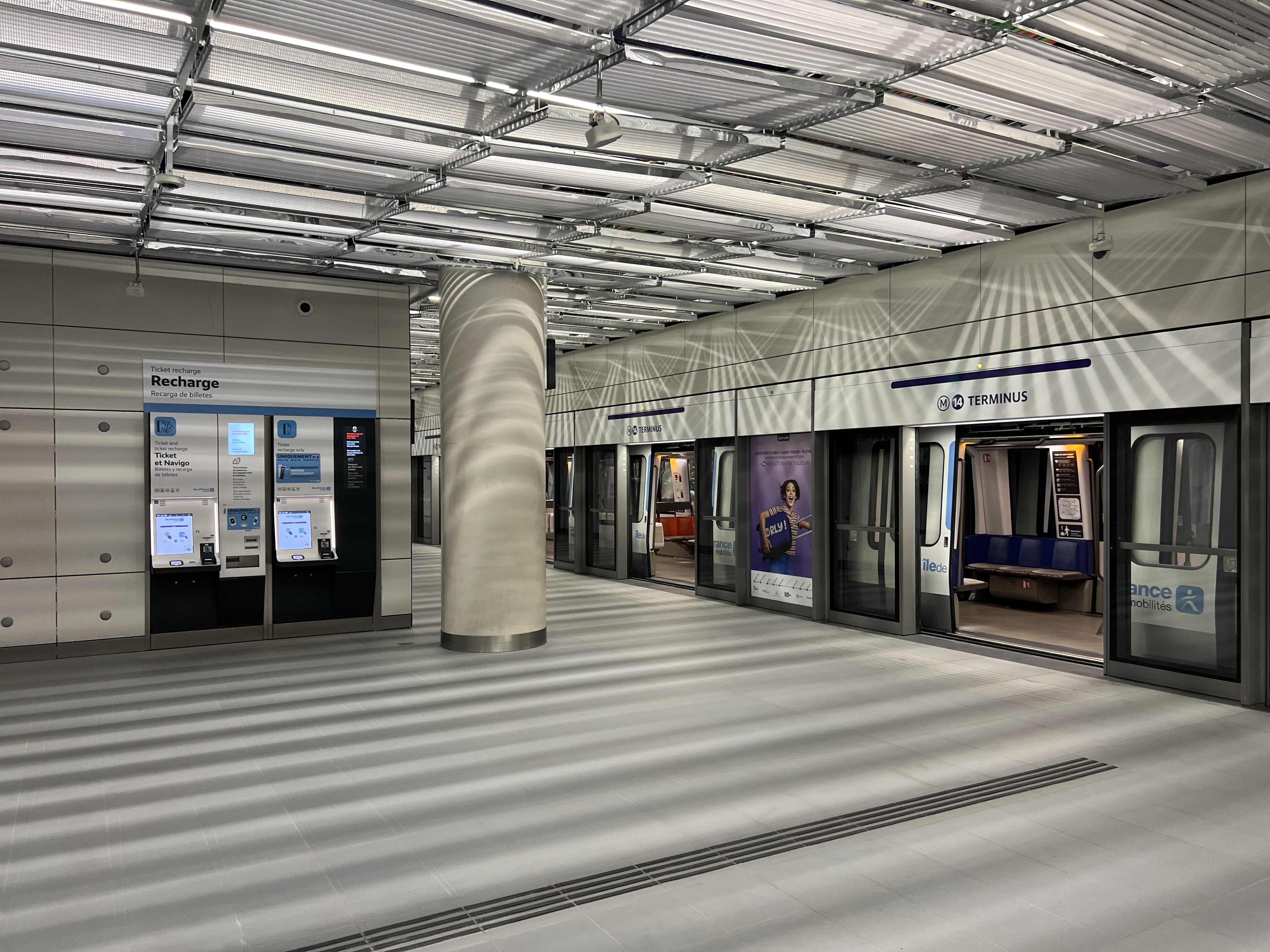
Tunnelbanetåg på Aéroport d'Orly station
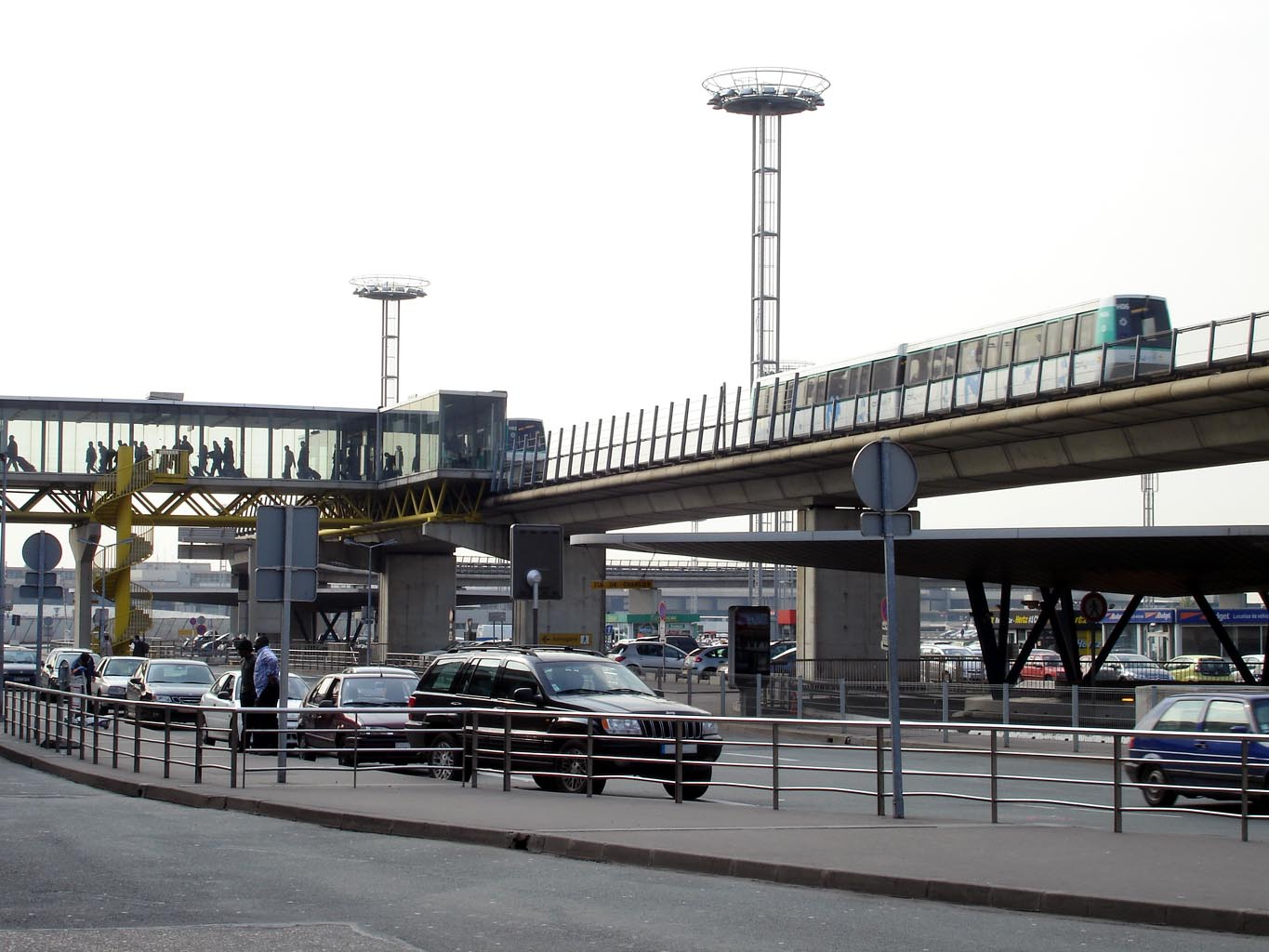
Orlyvaltåg på Aéroport d'Orly
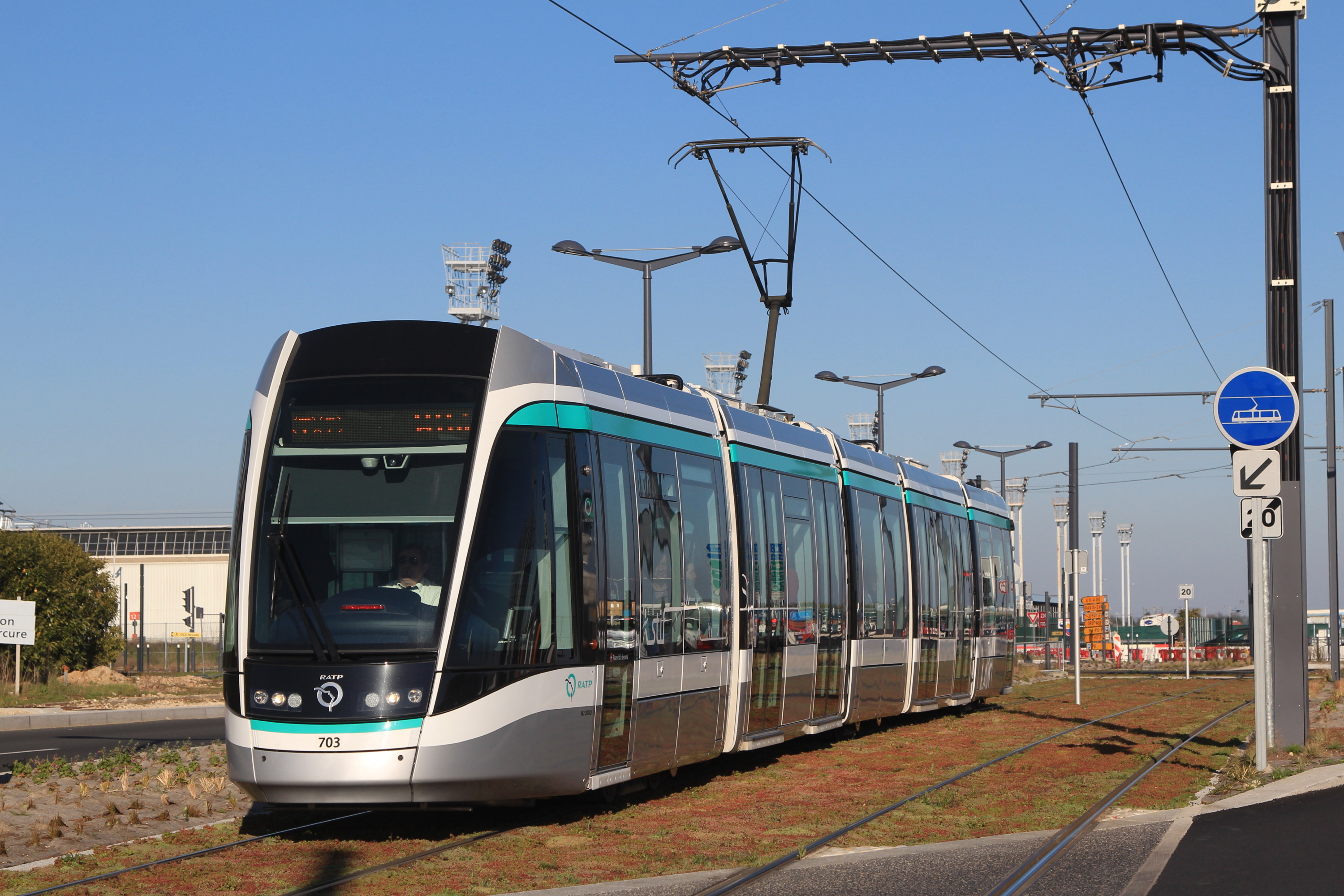
Spårvagn på linje 7 Aéroport d'Orly

## Statistik
Sökfråga på wikidata efter rådata.